# Francesco Antonio Arena
Francesco Antonio Arena (Pizzoni, 27 marzo 1889 – Rosko, 28 gennaio 1945) è stato un generale italiano, veterano della guerra italo-turca e della prima guerra mondiale. Durante il corso della seconda guerra mondiale fu comandante della 132ª Divisione corazzata "Ariete" e poi della 36ª Divisione fanteria "Forlì". Decorato con quattro Medaglie d'argento e una di bronzo al valor militare.

## Biografia
Nacque a Pizzoni, provincia di Vibo Valentia, il 27 marzo 1889, figlio di Vincenzo e Clementina Scandale. 
Arruolatosi volontario nel Regio Esercito nel 1909 come Allievo ufficiale in forza al 20º Reggimento fanteria "Brescia", conseguì la nomina a sottotenente di complemento di fanteria l'anno successivo, transitando in servizio permanente effettivo nel 1911. In quello stesso anno raggiunse il 79º Reggimento fanteria in Cirenaica, impegnato nel conflitto italo-turco, dove fu insignito della Medaglia d'argento al valore militare nel combattimento delle Due Palme (Bengasi, marzo 1912). Col grado di tenente, nel 1914 fu destinato in Somalia, assegnato al locale Regio corpo truppe coloniali, e l'anno seguente venne promosso capitano.
Rimpatriato dall'Africa, nell'aprile 1916 fu assegnato al 2º Reggimento fanteria operante sul fronte italo-austriaco. Sul Monte San Marco, il 24 maggio 1917 fu ferito e ottenne la concessione di una seconda Medaglia d'argento al valore militare.
Nell'ultima azione che portò alla presa di Alano di Piave (30 ottobre 1918), già promosso maggiore dall'anno precedente, diresse per sette giorni i ripetuti attacchi del suo battaglione contro forti posizioni nemiche. Per tali combattimenti venne insignito della Medaglia di bronzo al valor militare.
Compiuti i due anni di corso alla Scuola di guerra dell'esercito di Torino (1920-1921), fu destinato al comando del Corpo di Stato maggiore prima in esperimento, poi in servizio effettivo di S.M., ed infine nel corpo di S.M. allorché nel 1926 fu promosso tenente colonnello. Nel gennaio 1933 fu destinato al Comando Militare della Sicilia con la carica di Sottocapo di Stato maggiore.
L'anno dopo fu trasferito a Napoli presso il locale comando designato d'Armata e vi rimase sino al 1935, e poi, promosso colonnello nel 1936, assunse il comando del 51º Reggimento fanteria "Alpi".
Alla fine del 1937 fu destinato al Ministero della Guerra; nell'aprile 1939, in vista della spedizione per l'occupazione dell'Albania, fu nominato comandante della base di Bari. Assunse, nel mese di giugno, il comando dei servizi delle FF.AA. a Tirana, in Albania, e nell'ottobre ritornò a Bari quale Capo di stato maggiore del IX Corpo d'armata.
In tale veste lo trovò l'entrata in guerra del regno d’Italia, avvenuta il 10 giugno 1940. Destinato ad operare in Africa Settentrionale, col grado di generale di brigata (anzianità 1 gennaio 1942), fu, nel febbraio 1942,  nominato vicecomandante della 132ª Divisione corazzata "Ariete", allora al comando del generale Giuseppe De Stefanis, e ne ebbe poi le funzioni di comandante interinale per due volte:  dal 28 giugno al 25 luglio 1942, e poi dal 17 settembre al 25 novembre 1942 Durante la seconda battaglia di El Alamein alla testa delle sue colonne, sostenne i più duri combattimenti per i quali meritò ancora due ricompense: una terza Medaglia d'argento al valor militare concessa sul campo.
Rimpatriato nel 1943 venne messo a disposizione del Ministero della guerra fino a quando, nel marzo dello stesso anno, divenne comandante della 36ª Divisione fanteria "Forlì" ad Atene, in Grecia.
Catturato dai tedeschi dopo l'armistizio dell'8 settembre, per avere decisamente rifiutato la collaborazione richiestagli, fu internato in Polonia, nell'Offizierlager 64/Z di Shokken.  Sopportò con contegno le sofferenze della prigionia e venne poi ucciso da una pattuglia russa il 28 gennaio 1945 a Rosko Posen durante un tentativo di fuga presso la casa di contadini polacchi.
Le circostanze della fuga vennero raccontate dal generale dell'aviazione Alberto Briganti che assieme ad Arena e al tenente colonnello Carlo Unia elusero la sorveglianza tedesca durante un trasferimento dei prigionieri in Polonia.

### Annotazioni
1. ↑  In sostituzione del generale Adolfo Infante.

### Fonti
1. ↑  Generals.
2. ↑   Bollettino ufficiale delle nomine, promozioni e destinazioni negli ufficiali e sottufficiali del R. esercito italiano e nel personale dell'amministrazione militare, 1932,  p. 3749. URL consultato il 22 agosto 2019.
3. ↑   Biografia di Briganti sul sito dell'Aeronautica Militare italiana (PDF), in aeronautica.difesa.it. URL consultato il 9 giugno 2013.
4. ↑   Bollettino ufficiale delle nomine, promozioni e destinazioni negli ufficiali e sottufficiali del R. esercito italiano e nel personale dell'amministrazione militare, 1923,  p. 2189. URL consultato il 22 agosto 2019.
5. ↑  Gazzetta Ufficiale del Regno d'Italia n.216 del 17 settembre 1936, p. 216.
6. ↑  Gazzetta Ufficiale del Regno d'Italia n.43 del 21 novembre 1936, p. 485.